# جهنگا بنگیال
جهنگا بنگیال (به انگلیسی: Jhanga Bangial) یک شهر در پاکستان است که در اسلام‌آباد واقع شده‌است. جهنگا بنگیال ۱۱۷٬۵۳۵ نفر جمعیت دارد و ۴۵۸ متر بالاتر از سطح دریا واقع شده‌است.